# Каз (хребет)
Каз (Каздаг, тур. Kaz Dağı, Baba Dagi) — горный массив на северо-западном побережье Малой Азии, самая высокая часть горного хребта Коджакатран (Kocakatran Dağı), начинающегося в Мисии и простирающегося через Фригию, на полуострове Бига (Троада), к северу от залива Эдремит, на западе Турции, между илами Балыкесир и Чанаккале. Расположен в 18 километрах к северо-западу от Эдремита. Высочайшая вершина — гора Каз высотой 1774 метров над уровнем моря. Выпадает до 1500 мм осадков в год. На северном склоне растут хвойные леса, на южном — дубовое мелколесье.
В античной географии гора Каз известна как гора Ида (Идейская гора, др.-греч. Ἴδη, тур. İda Dağı), у подножия которой к северу располагалась Троя. Гора Ида упоминается Гомером в «Илиаде» как обильная источниками и богатая лесом, место обитания диких животных. Высочайшие вершины Иды назывались Гаргар (Гаргарон. Γάργᾰρον) и Котилос (Κότυλος). Гаргар — место брака Геры и Зевса. На Гаргаре располагалось святилище Зевса, священная роща и алтарь. На Иде восседал Зевс, наблюдая за успехами троянцев, а также за тем, что делается на Олимпе. На склоне Иды состоялся суд Париса. Также Ида была центром культа Кибелы. На Иде обитали дактили.